# Rückspiegel

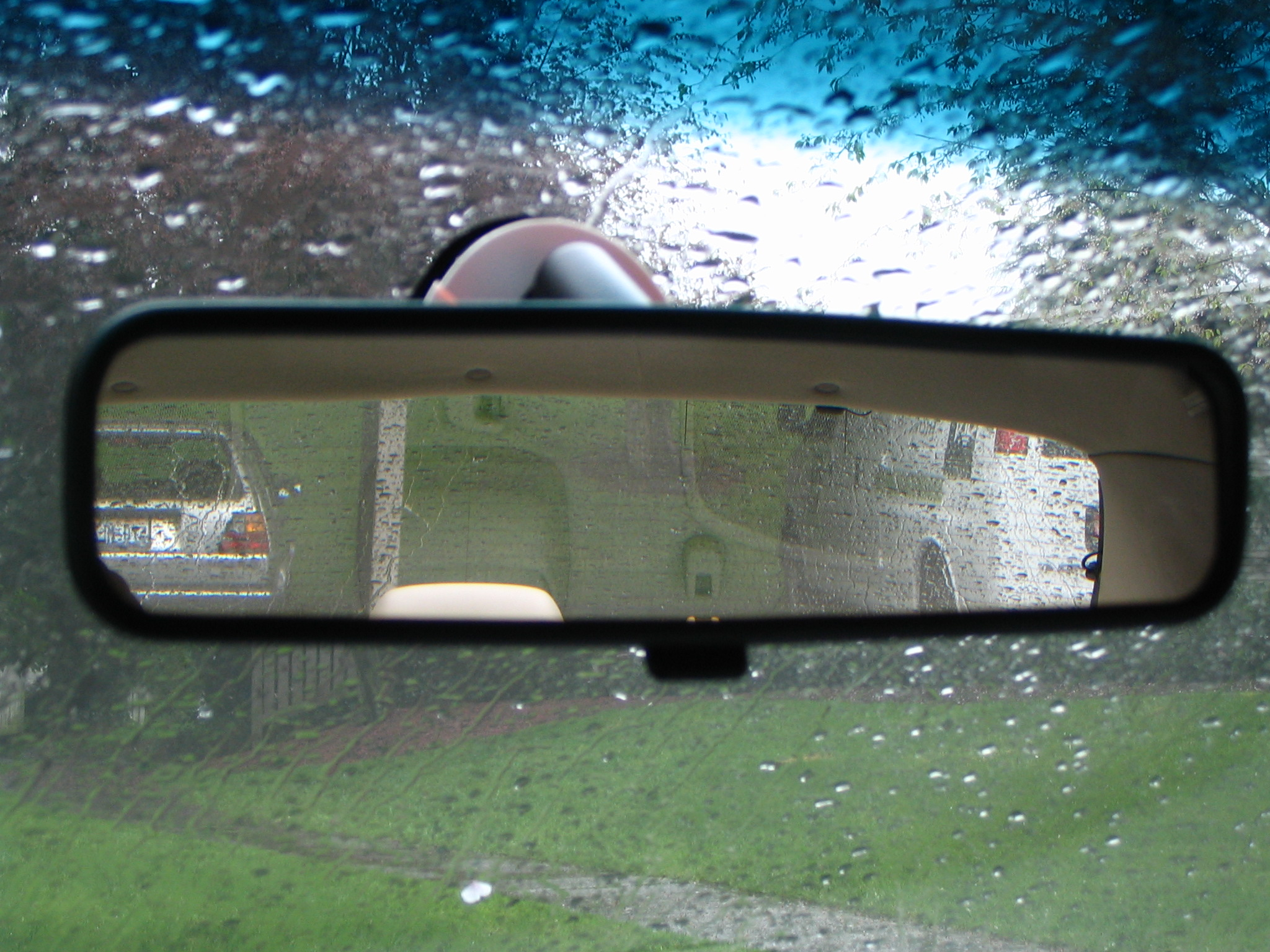
Rückspiegel

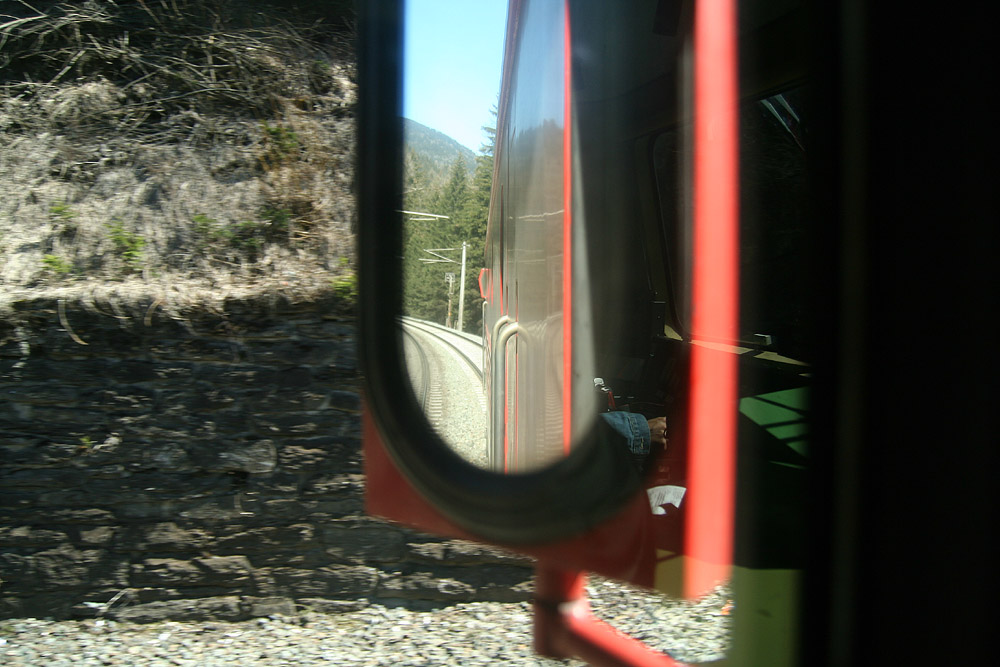
Blick in den Rückspiegel einer Lokomotive der ÖBB-Baureihe 1144

Ein Rückspiegel ist eine reflektierende Fläche, die das Beobachten des rückwärtigen Verkehrsgeschehens erleichtern soll. Auch wenn es Rückspiegel für Fahrräder und Hüte gibt, bezieht sich der Begriff hauptsächlich auf Kraftfahrzeuge.
Ziel ist es, einen möglichst großen Bereich hinter dem Fahrzeug sichtbar zu machen. Deswegen werden oft konvex gekrümmte Spiegel verwendet, die diesen Bereich erweitern, dafür aber etwas verkleinert abbilden.
Prinzipiell unterscheidet man bei Fahrzeugspiegeln Innen- und Außenspiegel.

## Geschichte

### Erste Spiegel an Kraftfahrzeugen

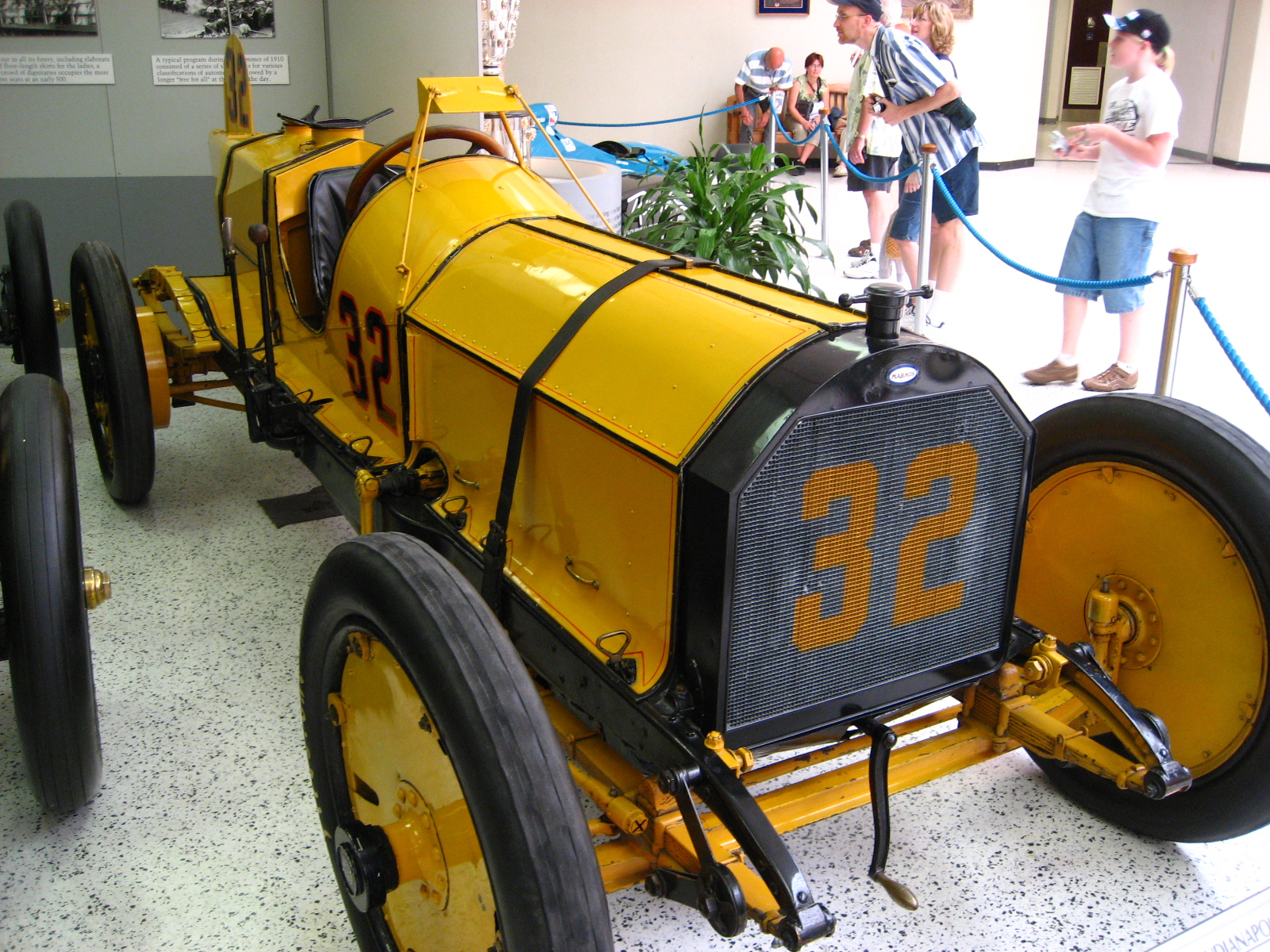
Ray Harrouns „Marmon Wasp“ (1911). Den Rückspiegel des Autos erkennt man an der Verspannung vor dem Lenkrad.

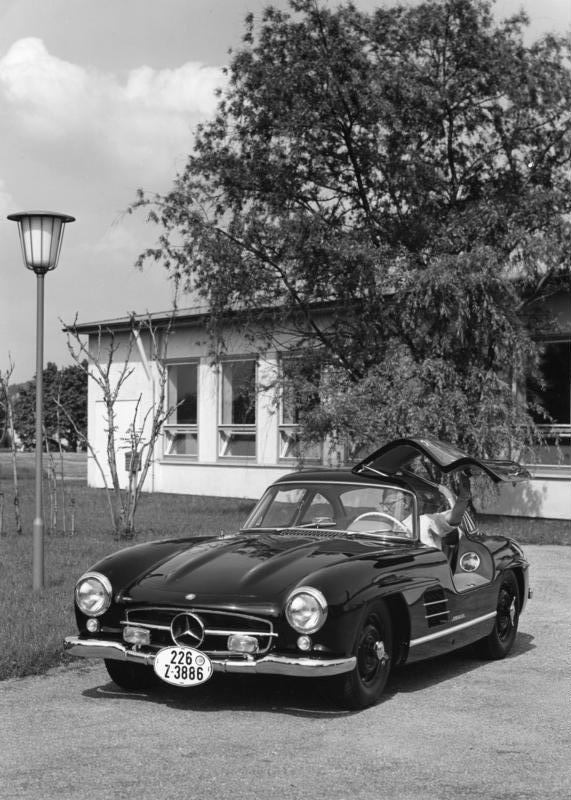
300 SL (1956) nur mit Innenspiegel

Die beiden Dampfwagen des australischen Herstellers J. A. C. Ziegler hatten einen Rückspiegel, damit der Fahrer die Wasserstandsanzeige des Boilers beobachten konnte, die sich unter dem Rücksitz befand. Als Baujahr wird je nach Quelle 1898 oder 1905 genannt.

Einer der frühesten Gedanken zum Rückspiegel wurde 1906 von der Engländerin Dorothy Levitt veröffentlicht. In ihrem Werk „The Woman and the Car“ schrieb sie: 

„Frauen sollten unter dem Fahrersitz einen kleinen Handspiegel mitführen und ihn von Zeit zu Zeit hoch nehmen, um während der Fahrt im Verkehr nach hinten zu blicken.“

Den ersten fest installierten Rückspiegel hatte der amerikanische Rennfahrer Ray Harroun 1911 beim 500-Meilen-Rennen in Indianapolis an seinem Rennwagen. Dadurch konnte der Platz für den Beifahrer eingespart werden, der bis dahin dem Fahrer Informationen über das rückwärtige Geschehen geben musste. Durch das dadurch verringerte Gewicht des Wagens gelang Ray Harroun der Sieg.
Erste Fahrzeughersteller montierten ab 1914 Rückspiegel an den Automobilen, so u. a. beim Ford Modell T. Im Ruhrgebiet, das wegen ausbleibender Reparationen von Frankreich und Belgien 1923 besetzt war, wurde per Verfügung der „Rückspiegel“ seitlich an dem Lkw angeordnet.

### Geschichte in Deutschland
In der Verordnung über Kraftfahrzeugverkehr (der Vorläufer der StVZO) vom 5. Dezember 1925 wurde in § 4 (8) die Vorschrift eingefügt, dass „Lastkraftwagen an der linken Seite“ einen Spiegel haben müssen. Die erste StVZO von 1937 (in Kraft getreten am 1. Januar 1938) sagte im § 56 über Rückspiegel: „Kraftfahrzeuge, außer Krafträdern und offenen Elektrokarren, müssen einen nach Größe und Art der Anbringung ausreichenden Spiegel für die Beobachtung der Fahrbahn nach rückwärts haben.“ Wo der Rückspiegel anzubringen war, ergab sich aus der Durchführungsanweisung, die „bei geschlossenen Fahrzeugen nur bei entsprechender Größe des Rückfensters eine ausreichende Wirkung“ sah. Dreiradlieferwagen bis 250 cm³ Hubraum waren von der Spiegelpflicht befreit. Mit Änderung der StVZO vom 9. April 1956 wurde in § 56 Abs. 1 bestimmt, dass Kraftfahrzeuge „Innen- und Außenspiegel“ haben müssen, „die so beschaffen sind, daß der Führer des Fahrzeugs nach rückwärts alle für ihn wesentlichen Verkehrsvorgänge beobachten kann. […] Bei Krafträdern genügt ein Rückspiegel.“ Diese Vorschrift trat am 1. November 1956 in Kraft. Bis zum 1. Januar 1990 war „ein obligatorischer zweiter Außenspiegel nur an Kraftfahrzeugen vorgeschrieben, bei denen die Beobachtung der Fahrbahn nach rückwärts durch Innenspiegel nicht oder nur bei unbeladenem Fahrzeug möglich ist.“ Der aktuelle § 56 der StVZO schreibt für alle Kraftfahrzeuge „Spiegel oder andere Einrichtungen für indirekte Sicht“ vor, sodass der Fahrzeugführer „rückwärts, zur Seite und unmittelbar vor dem Fahrzeug […] alle für ihn wesentlichen Verkehrsvorgänge beobachten kann“.

## Innenspiegel
Innenspiegel sind dort sinnvoll, wo der Durchblick durch das Fahrzeug nach hinten möglich ist, also bei Pkw mit Heckscheibe. Auch in Bussen sind Innenspiegel angebracht, die aber dazu dienen, die Passagiere im Blickfeld zu haben. Bei neueren Pkw ist der Innenspiegel meist an die Windschutzscheibe geklebt und durch ein Kugelgelenk individuell auf den Fahrer einstellbar.

### Abblendfunktionen
Innenspiegel sind meist abblendbar, um bei Dunkelheit ein Blenden vermeiden zu können; sie können in eine Position gekippt werden, in der das Licht vom Spiegelglas so gebrochen wird, dass nur ein geringerer Teil zum Betrachter reflektiert wird, ohne dass sich dabei das Blickfeld verändert.

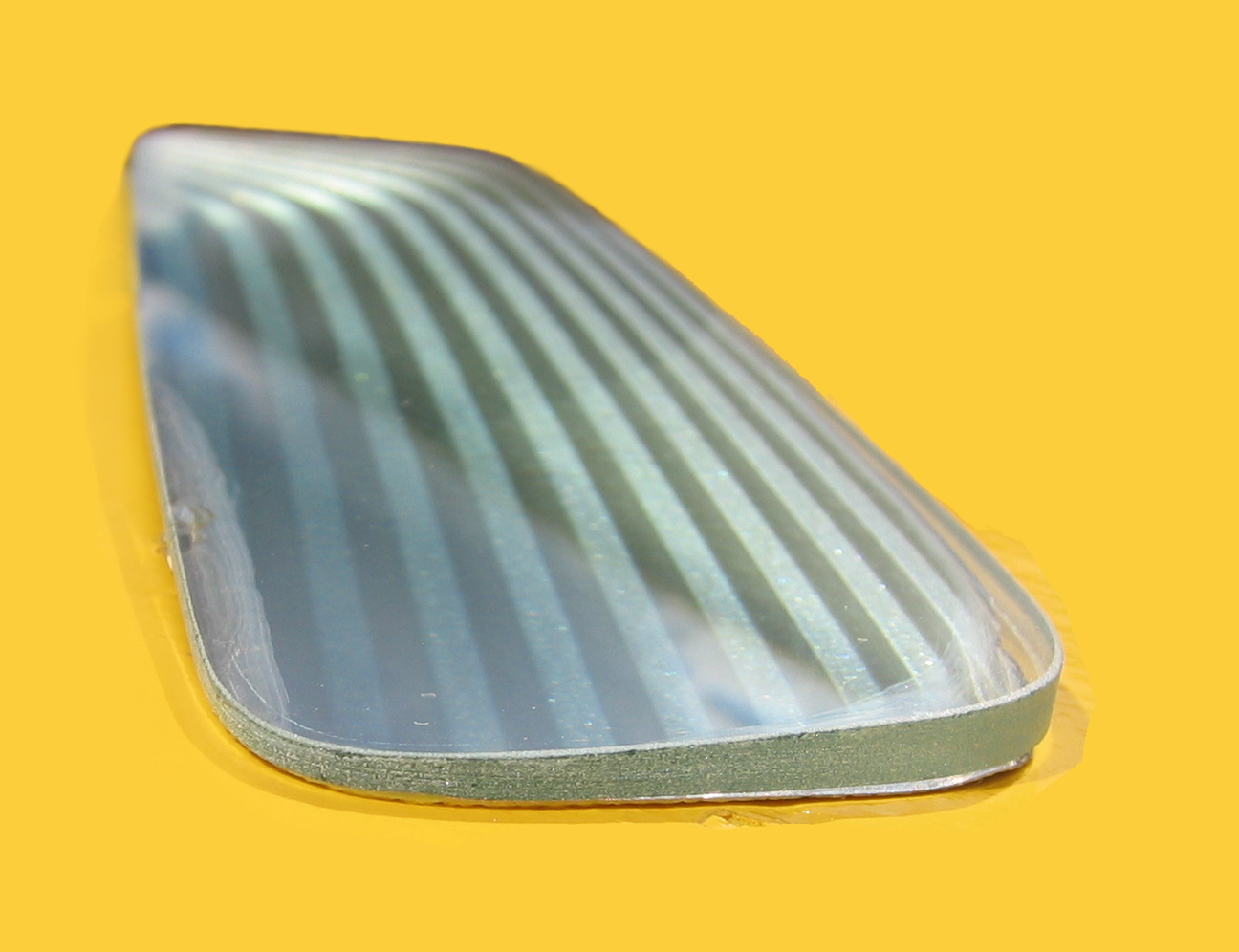
Glas des abblendbaren Rückspiegels
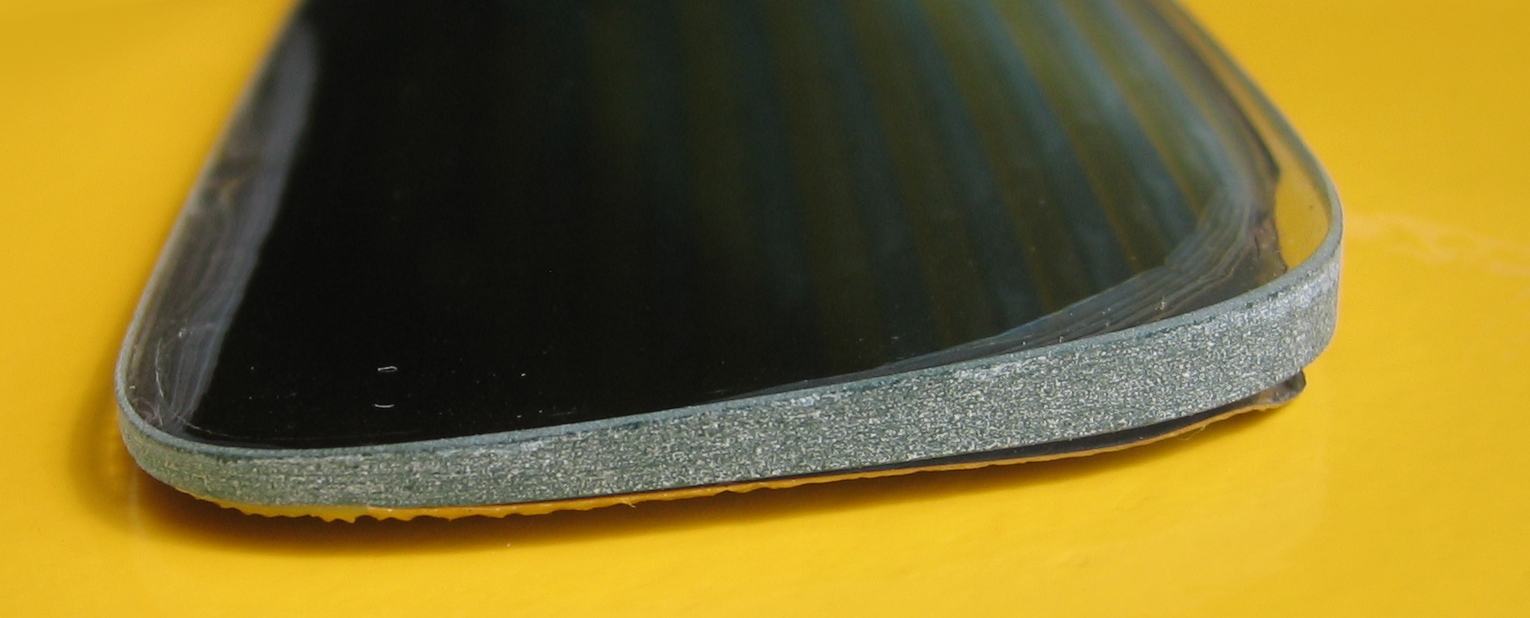
ist unterschiedlich dick
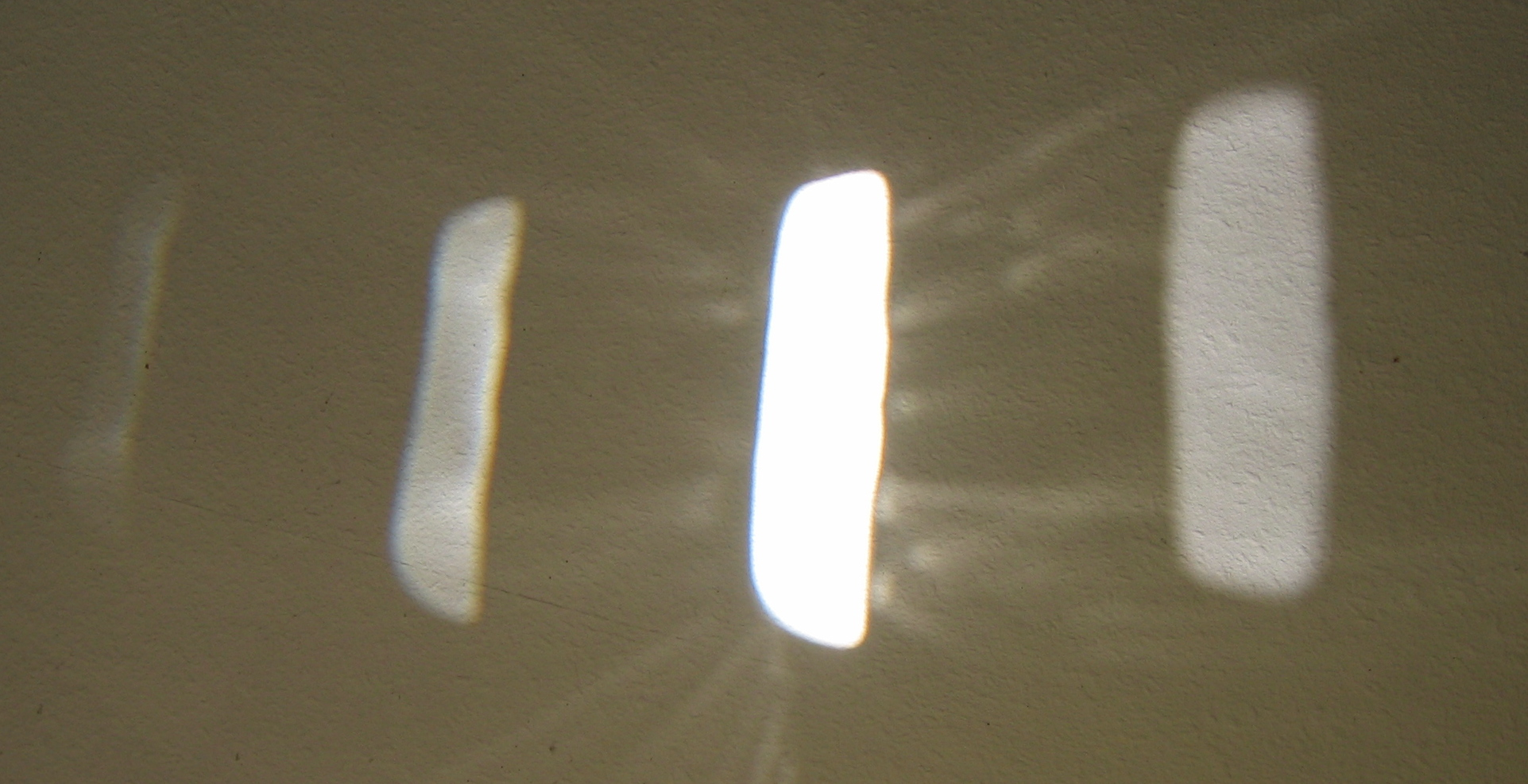
Projektion der Sonne auf einer Zimmerdecke
Tag-Stellung des Spiegels
Nacht-Stellung des Spiegels
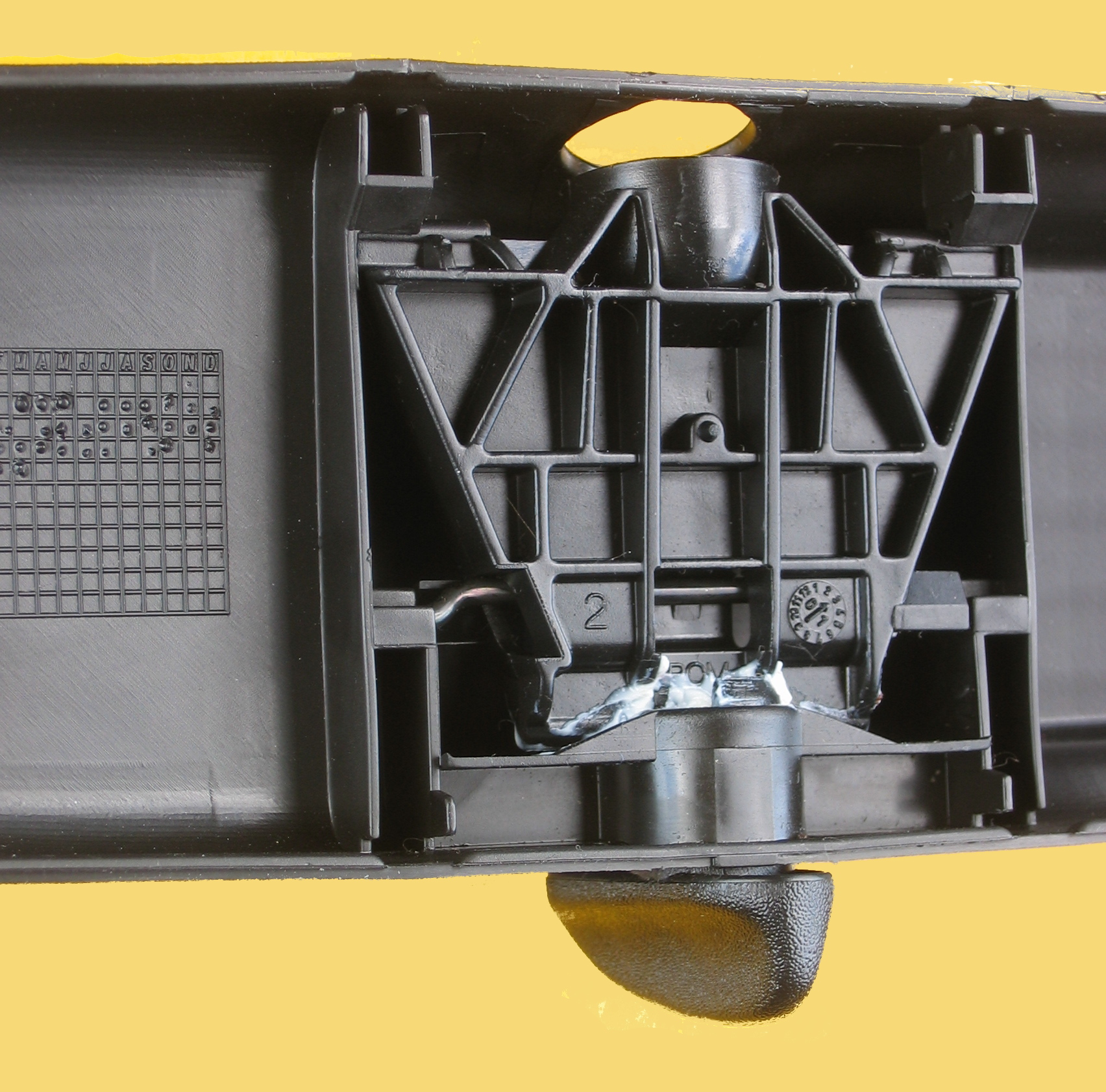
Kippmechanismus im Innenspiegel

Bei automatisch abblendenden Innen- oder Außenspiegeln messen zwei im Innenspiegel angebrachte LDR-Sensoren den Helligkeitsunterschied zwischen Autovorfeld und rückwärtigem Verkehrsraum. Eine Auswertungselektronik dunkelt den mit elektrochromem Glas aufgebauten Spiegel dann bei Bedarf so weit ab, dass die Blendwirkung des rückwärtigen Verkehrs aufgehoben wird.

### Elektronischer Innenspiegel
Audi präsentierte im R8 e-tron einen elektronischen Rückspiegel. Ab Ende 2012 wurde dieser Wagen in Kleinserie produziert. Der digitale Innenspiegel ist ein Display mit einer Bilddiagonalen von 7,7 Zoll und einer horizontalen Auflösung von 1280 Pixeln in AMOLED-Technik, das die Bilder einer Heckkamera wiedergibt und von Samsung produziert wurde. Außerdem wird es im Serienmodell Audi etron auf Wunsch eingebaut. In der DTM 2019 verlief der Einsatz nicht problemfrei. In Europa war der Range Rover Evoque 2020 eines der ersten Modelle mit digitalem Innenspiegel. 2023 wurde die Technik im rein elektrischen Polestar 4 vorgestellt.

### Weitere Funktionen
- Verfügt ein Fahrzeug über einen Regensensor oder eine Lichtautomatik, so ist der Sensor oft auch auf der Rückseite des Befestigungspunktes des Innenspiegels angebracht und reagiert entweder auf Regentropfen oder Dunkelheit.
- Bei modernen Taxis ist häufig ein abgesetztes Display mit der Fahrpreisanzeige des Taxameters in den Innenspiegel integriert.
- Für den Nachrüstmarkt existieren Displaylösungen für Navigationssysteme, die in die Spiegelfläche des Innenspiegels integriert sind.
- Vor allem in den Vereinigten Staaten ist ein in den Innenspiegel integrierter elektronischer Kompass beliebt, da dort Adressbezeichnungen oft auf die Ausrichtung einer Straße bezogen sind.
- Für gehobene Fahrzeugausstattungen gibt es Innenspiegel, die über Motor- bzw. Sensorkombinationen die aktuelle Ausrichtung messen und gespeicherte Stellungen beispielsweise abhängig von Memoryfunktion oder Fahrzeugschlüssel wiederherstellen können.
- Bei der Nutzung einer rückwärts gewandten Babyschale auf dem Autorücksitz kann über den Innenspiegel in Kombination mit einem Babyschalenspiegel das Gesicht des Kindes beobachtet werden.

## Außenspiegel

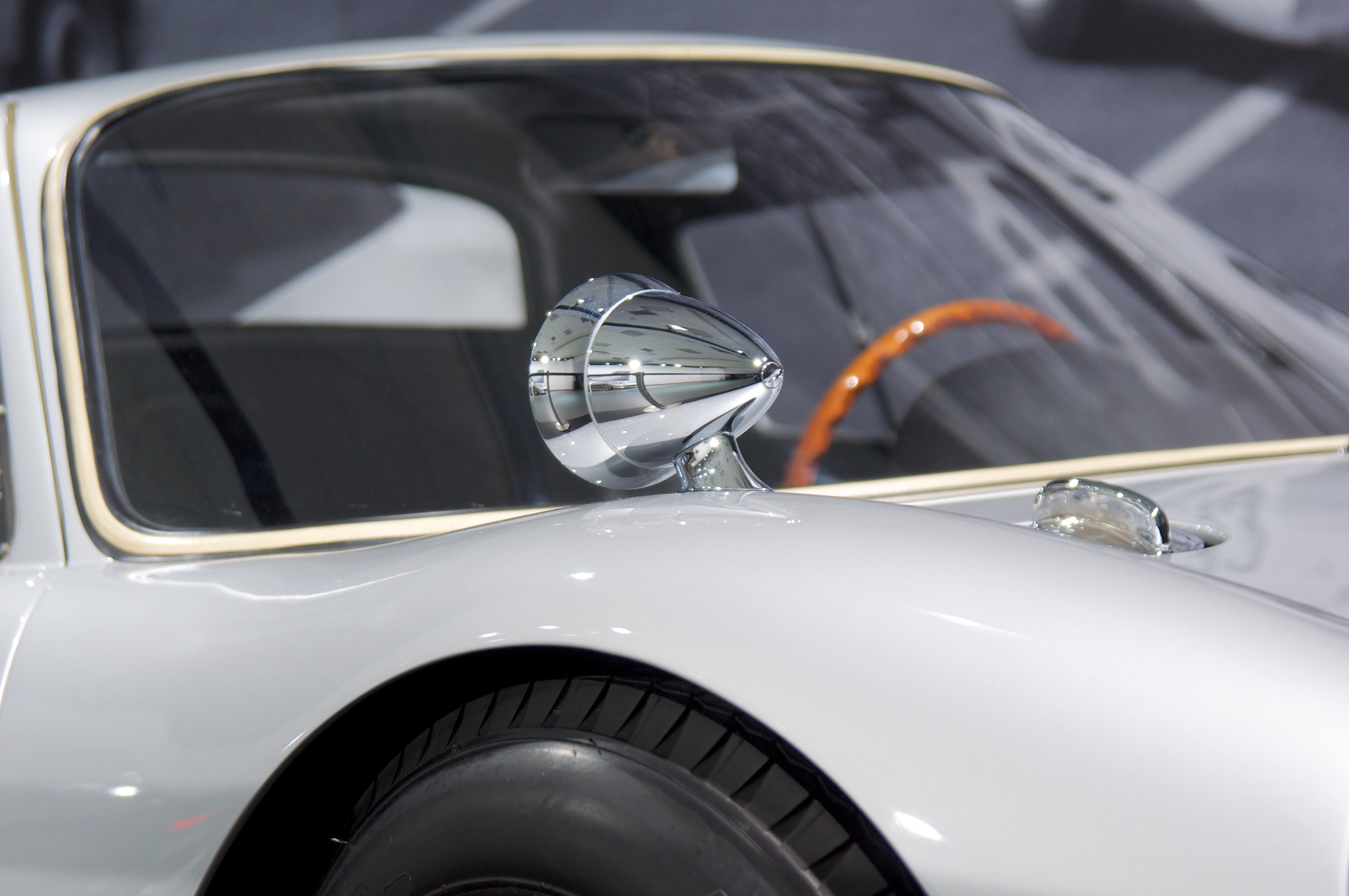
Sportspiegel von Talbot-Berlin, 1960er Jahre

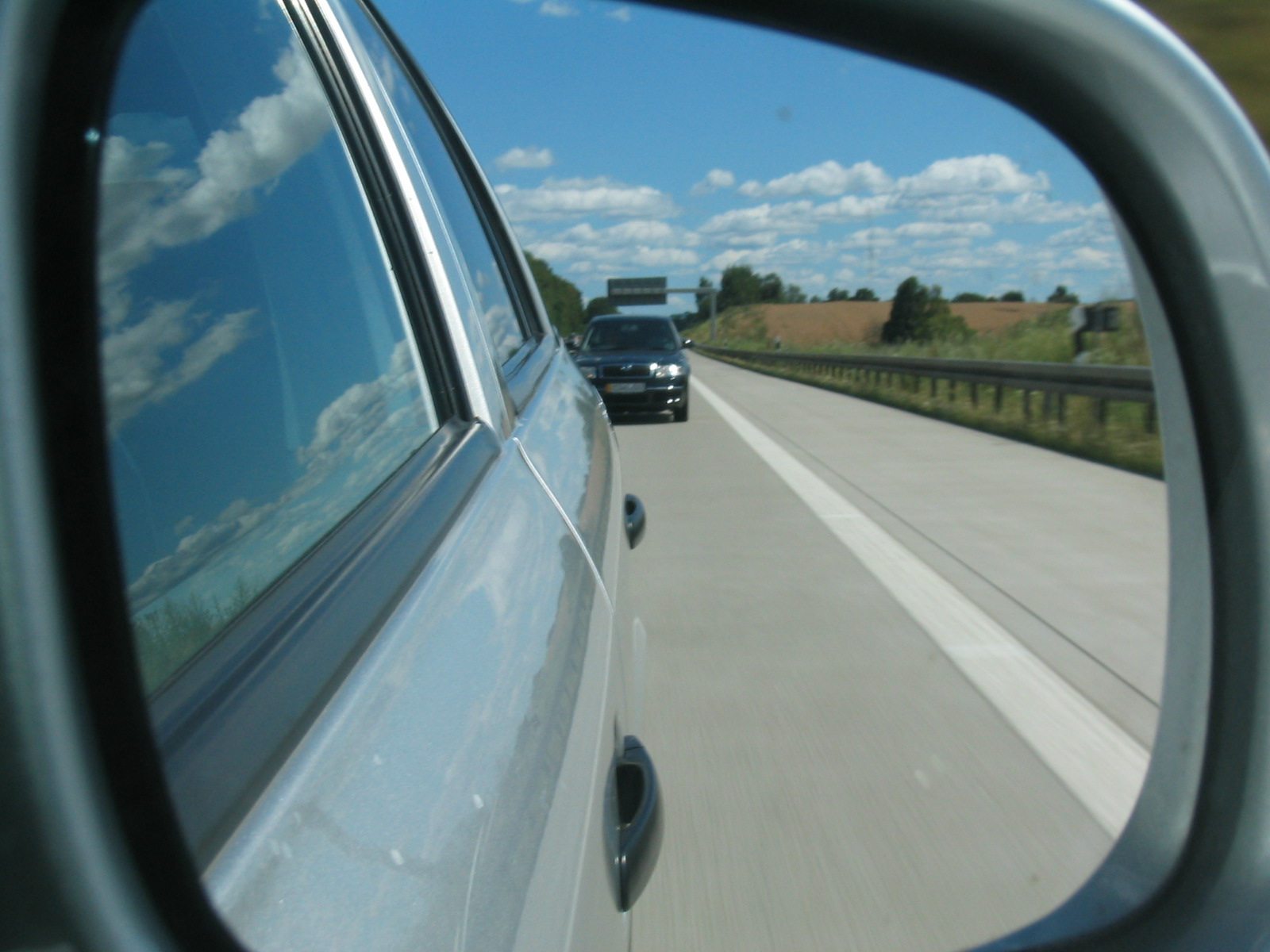
Rechter Außenspiegel

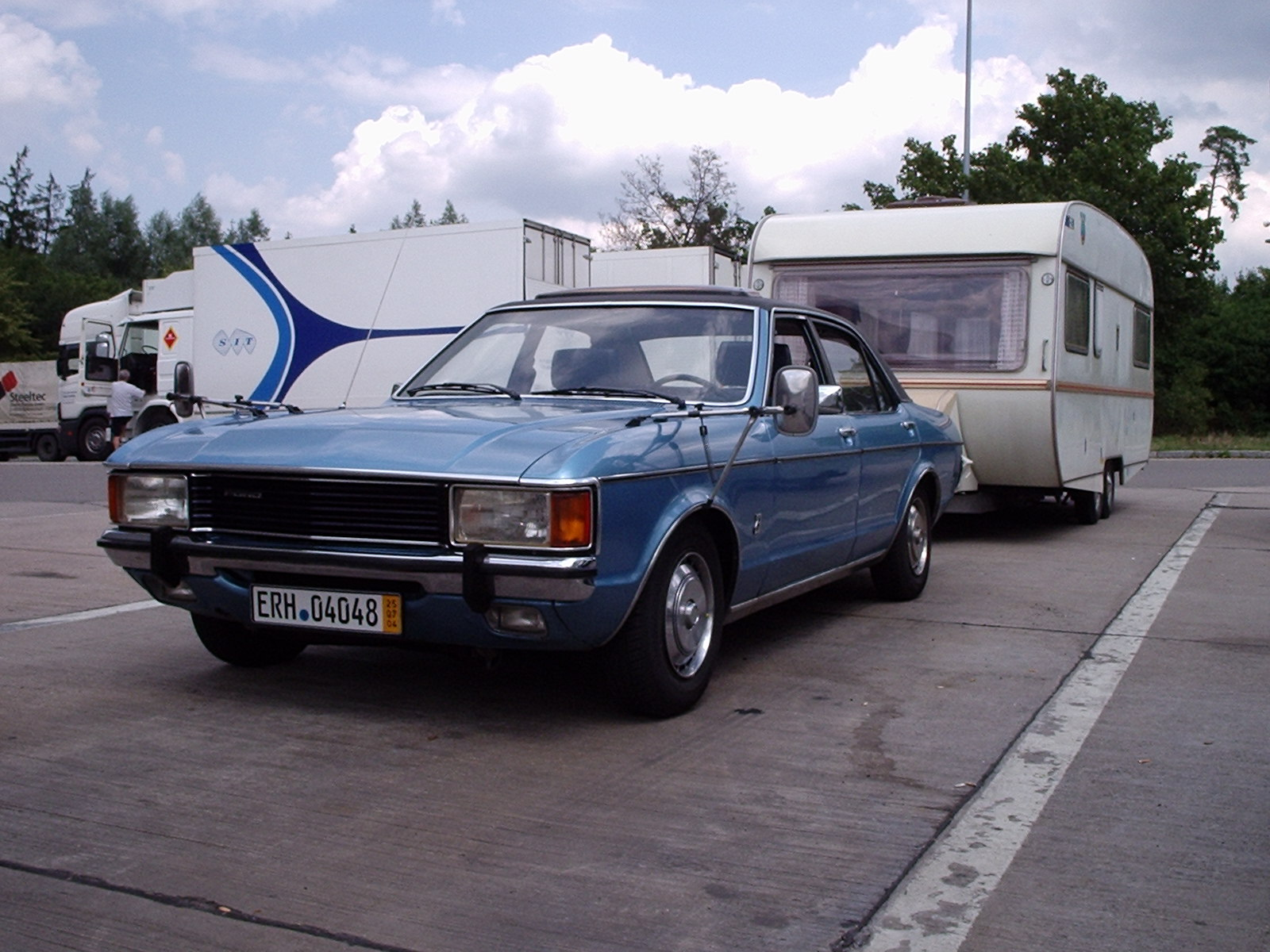
Caravan-Gespann mit zusätzlichen Außenspiegeln am Zugfahrzeug

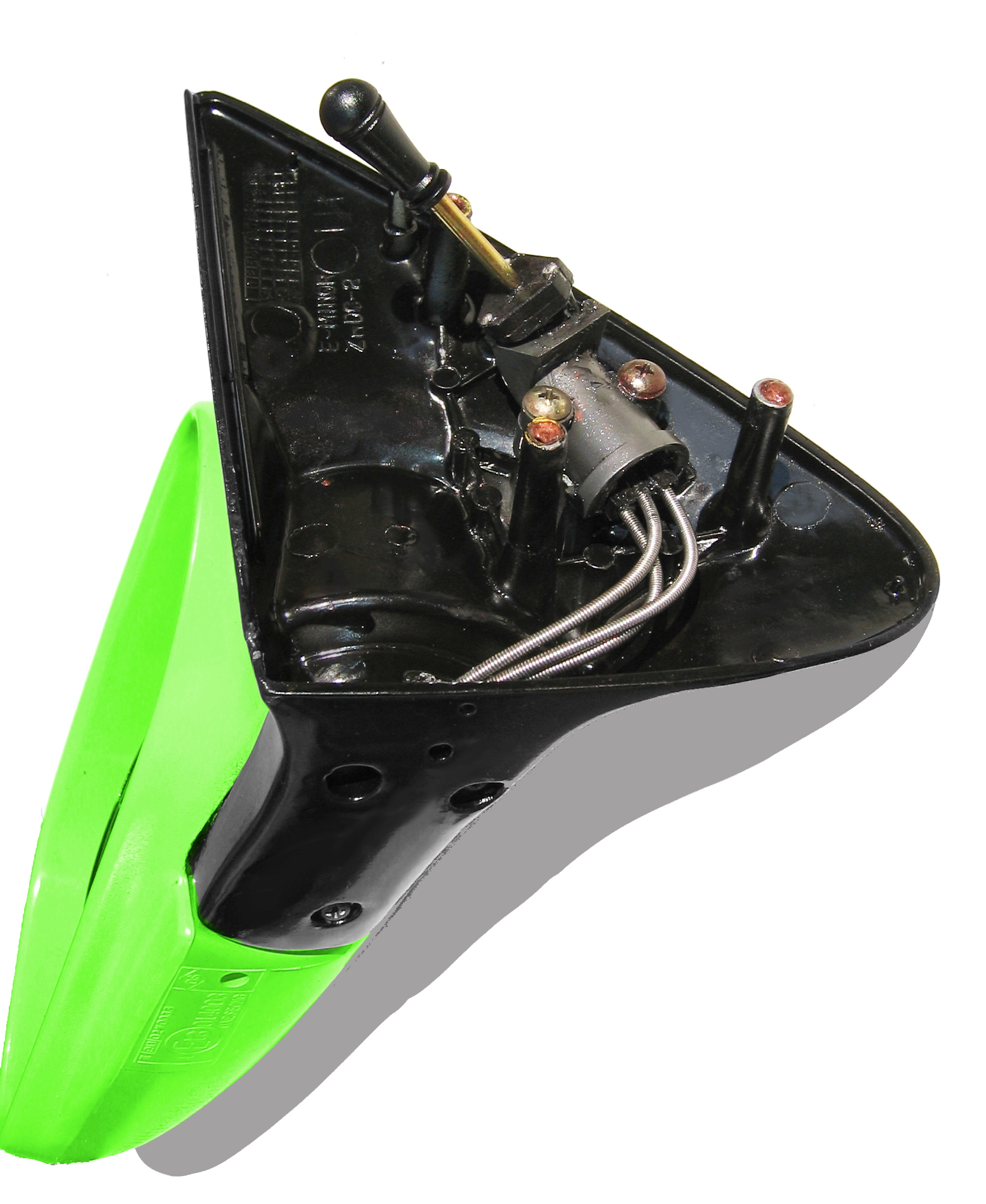
Linker innenverstellbarer Außenspiegel mit Drei-Punkt-Steuerung

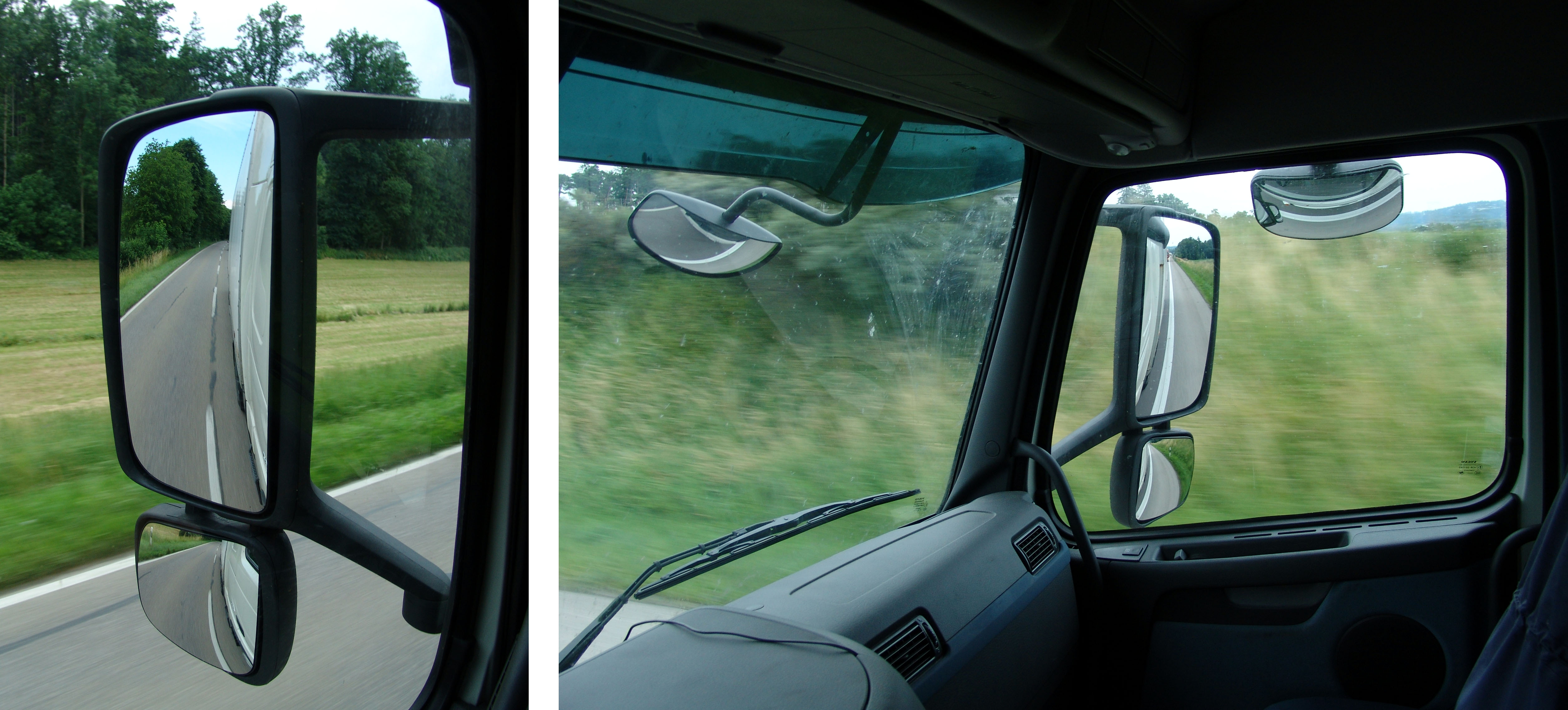
Außenspiegel eines Lkw (Volvo FH)

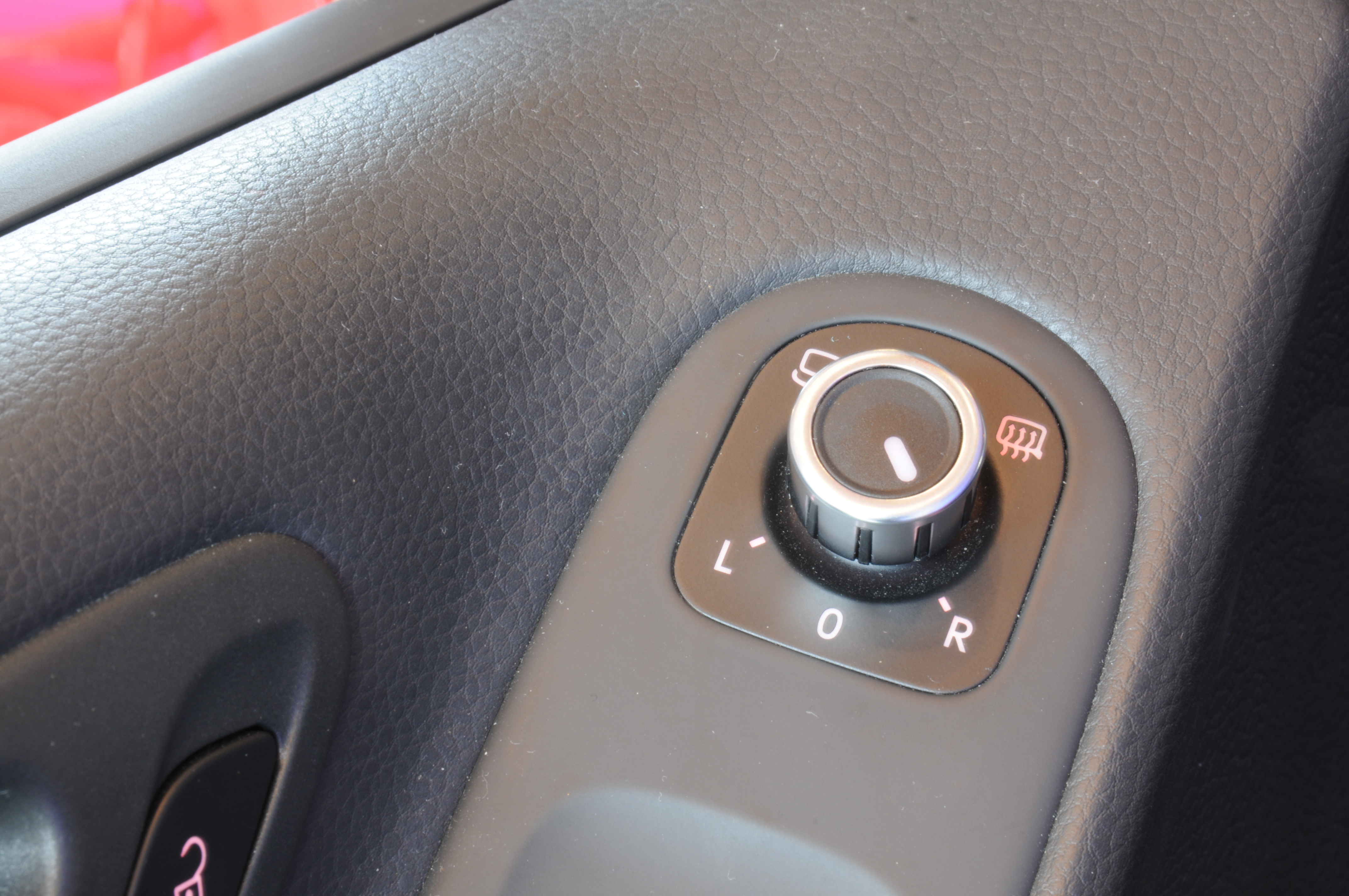
Fernbedienung

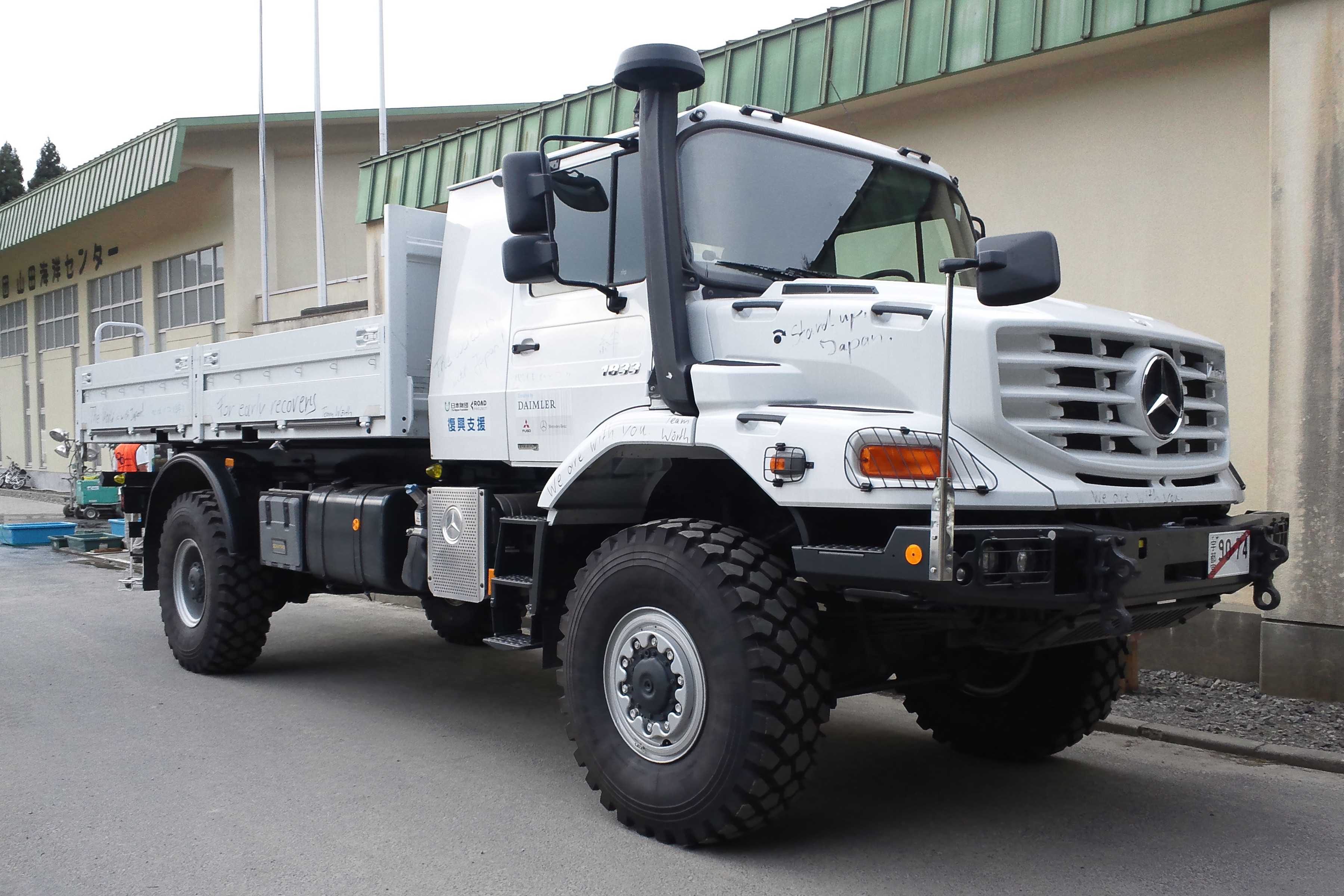
Langhauber mit zusätzlichem Außenspiegel an der Stoßstange

Die Außenspiegel bzw. Seitenspiegel ragen jeweils links und rechts am Fahrzeug nach außen und ergeben die größte Breite des Fahrzeuges. Bei den Angaben zur Fahrzeugbreite im Fahrzeugschein sind allerdings die Spiegel nicht berücksichtigt. Aus praktischen Gründen sind sie heute oft klappbar; sie können anklappen und müssen zur Nutzung wieder in Position gebracht werden. Die Spiegeleinstellung war früher von Hand am Spiegel zu ändern. Heute werden fast alle Kfz mit von innen mechanisch oder elektrisch verstellbaren Außenspiegeln angeboten. Bei der mechanischen Verstellung gibt es für jeden Spiegel einen kleinen Joystick, der den Spiegel über drei Bowdenzüge steuert. Bei der elektrischen Verstellung können mit Stellschaltern beide Spiegel verstellt werden. Die Formgestaltung des Spiegels ist für den Luftwiderstand des Fahrzeuges von Bedeutung. Außenspiegel erhöhen den Luftwiderstandsbeiwert ({\displaystyle c_{\mathrm {w} }}-Wert) um 2 bis 5 Prozent. Deshalb wurden schon in den 1960er Jahren im Motorsport aerodynamisch geformte und im Querschnitt kleinere Spiegel eingesetzt. Bei Serienfahrzeugen setzte Mercedes erstmals 1982 beim 190 und ab 1984 W 124, Volkswagen beim Golf IV bis 2006 (Variant) rechts schmalere Außenspiegel ein.
Nach § 56 Abs. 1 StVZO ist bei Betrieb eines Anhängers, der breiter als das Zugfahrzeug ist, die Anbringung von Spiegeln mit einer längeren Ausladung vorgeschrieben. Die Spiegel sind vibrationsfrei zu befestigen. Bei Lastkraftwagen sind oft zusätzliche Nahbereichsspiegel nötig, um die unmittelbare Sicht vor oder seitlich vom Kfz zu gewährleisten.
Viele Außenspiegel sind elektrisch beheizbar.

### Toter Winkel
Den mit Innenspiegel und Außenspiegeln nicht einsehbaren Bereich bezeichnet man als toten Winkel. Um die Rücksicht ohne den sogenannten „Schulterblick“ zu verbessern, können Kameras eingesetzt werden, deren Bilder der Fahrer auf einem Bildschirm sehen kann.

### Weitwinkel-Spiegel an Kraftfahrzeugen
Seit vielen Jahren sind Weitwinkel-Spiegel als Zurüstteile im Handel erhältlich. Sie vergrößern das Spiegelsichtfeld des Fahrers. Derartige Spiegel, die bei modernen Fahrzeugen häufig schon ab Werk eingebaut sind, bieten in der Regel in einem abgetrennten Bereich neben dem konventionellen Spiegel einen zweiten Sichtbereich, in dem, gemessen an der „normalen“ Sicht im Spiegel, verkleinert ein größerer Ausschnitt des seitlichen und rückwärtigen Verkehrs gezeigt wird. Diese Zusatzeinrichtungen sind an Außen-, bei Pkw teilweise auch an Innenspiegeln zu finden. Neben den abgeteilten zweiten Sichtfenstern gibt es auch einteilige Spiegel mit Weitwinkelanteil, die dann jedoch gegenüber der normalen Wahrnehmung eine Verzerrung zwecks Vergrößerung des abgebildeten Bereiches erfordern.
Bei Lastkraftwagen sind seit 2005 EU-weit für neu in den Verkehr kommende Modellreihen zusätzliche Weitwinkelspiegel vorgeschrieben. Seit Januar 2007 müssen alle neuen Lastkraftwagen mit zusätzlichen Weitwinkel- und Nahbereichsspiegeln ausgerüstet sein. Ab März 2009 gilt eine Nachrüstpflicht für alle vor dem 1. Januar 2000 zugelassenen Kraftfahrzeuge ab 3,5 t zulässigem Gesamtgewicht.

### Rückfahr-/ Bordsteinautomatik
Bei der so genannten Rückfahr- oder Rückwärtsgang- bzw. Einparkautomatik kippt der Außenspiegel auf der Beifahrerseite in eine geeignete oder vom Fahrer einstellbare Position zum Einparken oder Rangieren und bietet somit mehr Übersicht z. B. hinsichtlich der Bordsteinkanten, daher oftmals als Bordsteinautomatik bezeichnet. Sie wurde erstmals 1986 im 7er-BMW (E32) vorgestellt.

### Elektronischer Außenspiegel
2014 brauchte VW bei seinem Kleinserien-Fahrzeug XL1 für den kamerabasierten, elektronischen Rückspiegel eine Sondergenehmigung.
Der 2018 vorgestellte LKW Mercedes Actros der 5. Generation verfügte serienmäßig über ein elektronisches Rückspiegelsystem (genannt MirrorCam), bei dem links- und rechtsseitige Kameras das Bild auf Bildschirme im Innenraum übertragen. Auf Wunsch gibt es auch weiterhin konventionelle Spiegel. Obgleich diese aerodynamisch schwieriger zu beherrschen sind, ging man auch noch von der Gewohnheit an diese aus. Neben möglicher Verzerrung bei elektronischen Systemen war die elektronische Version auch noch teurer. Ab 2019 wird der Audi e-tron mit elektronischem Rückspiegel gegen Aufpreis angeboten. Die Technik wird noch nicht als zuverlässig bewertet.

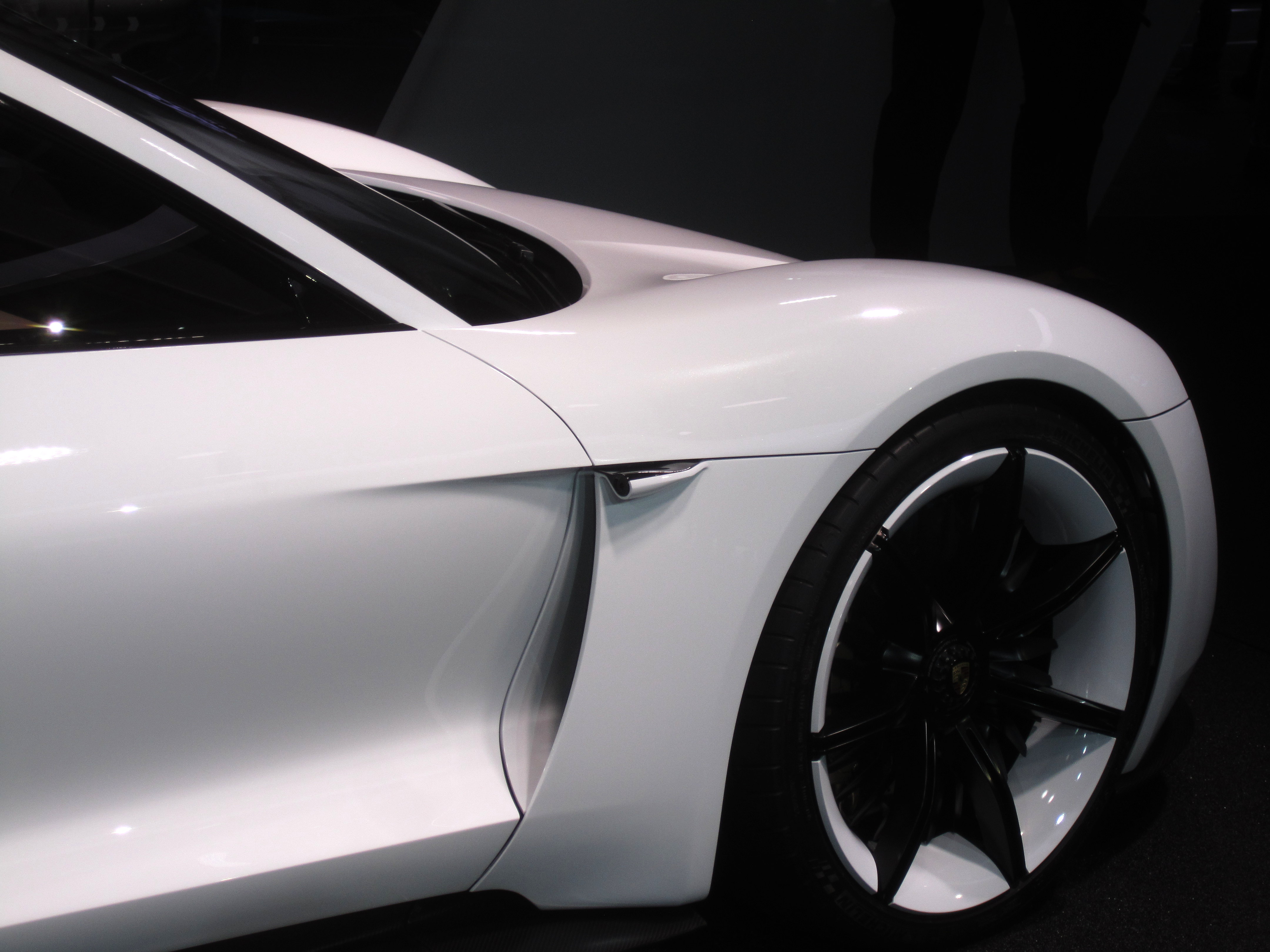
Kamera für elektronischen Rückspiegel im Porsche Mission E Concept, 2015
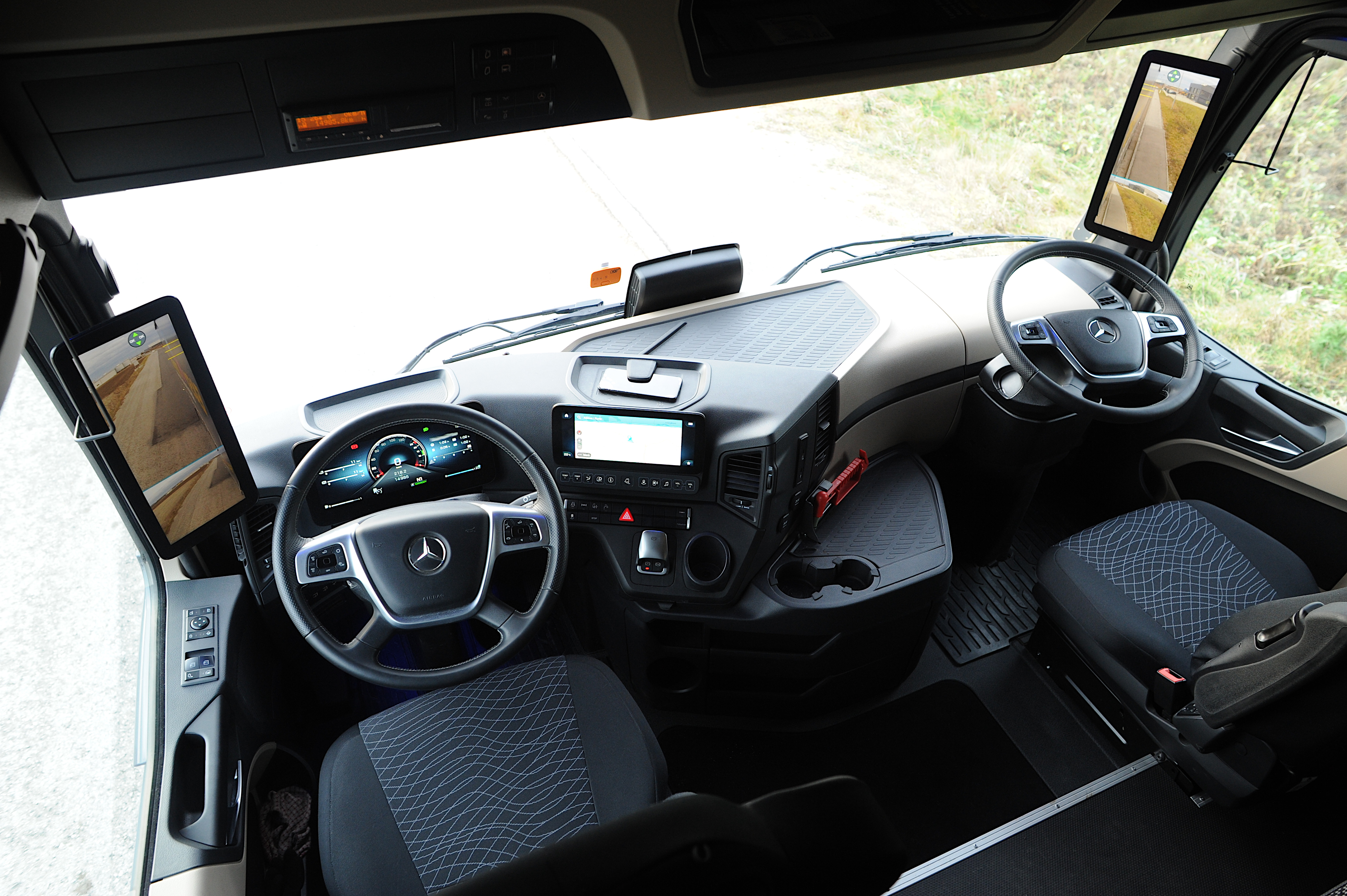
Mercedes-Benz Actros 5 Führerhaus mit elektronischen Rückspiegeln
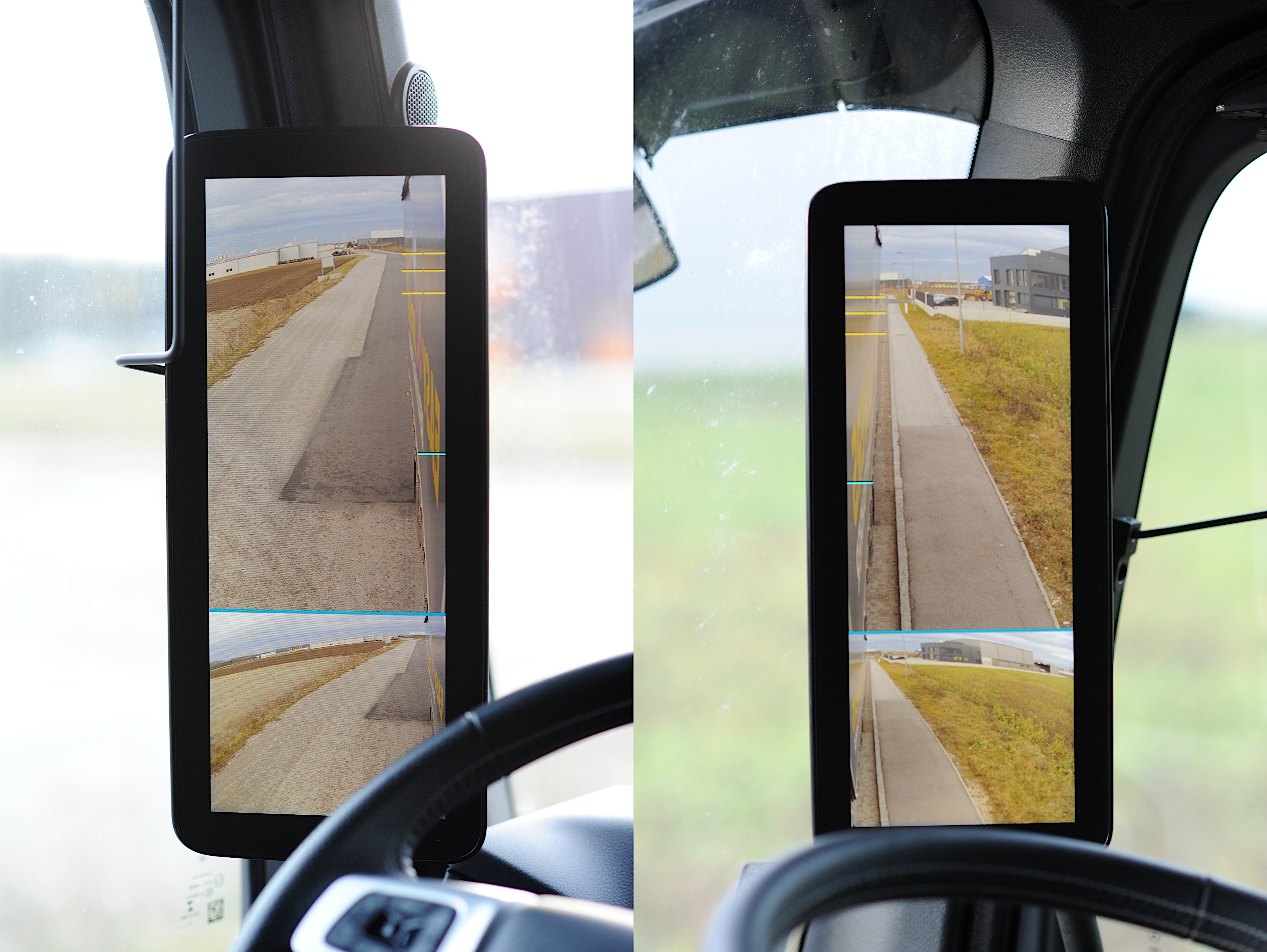
linker und rechter Bildschirm
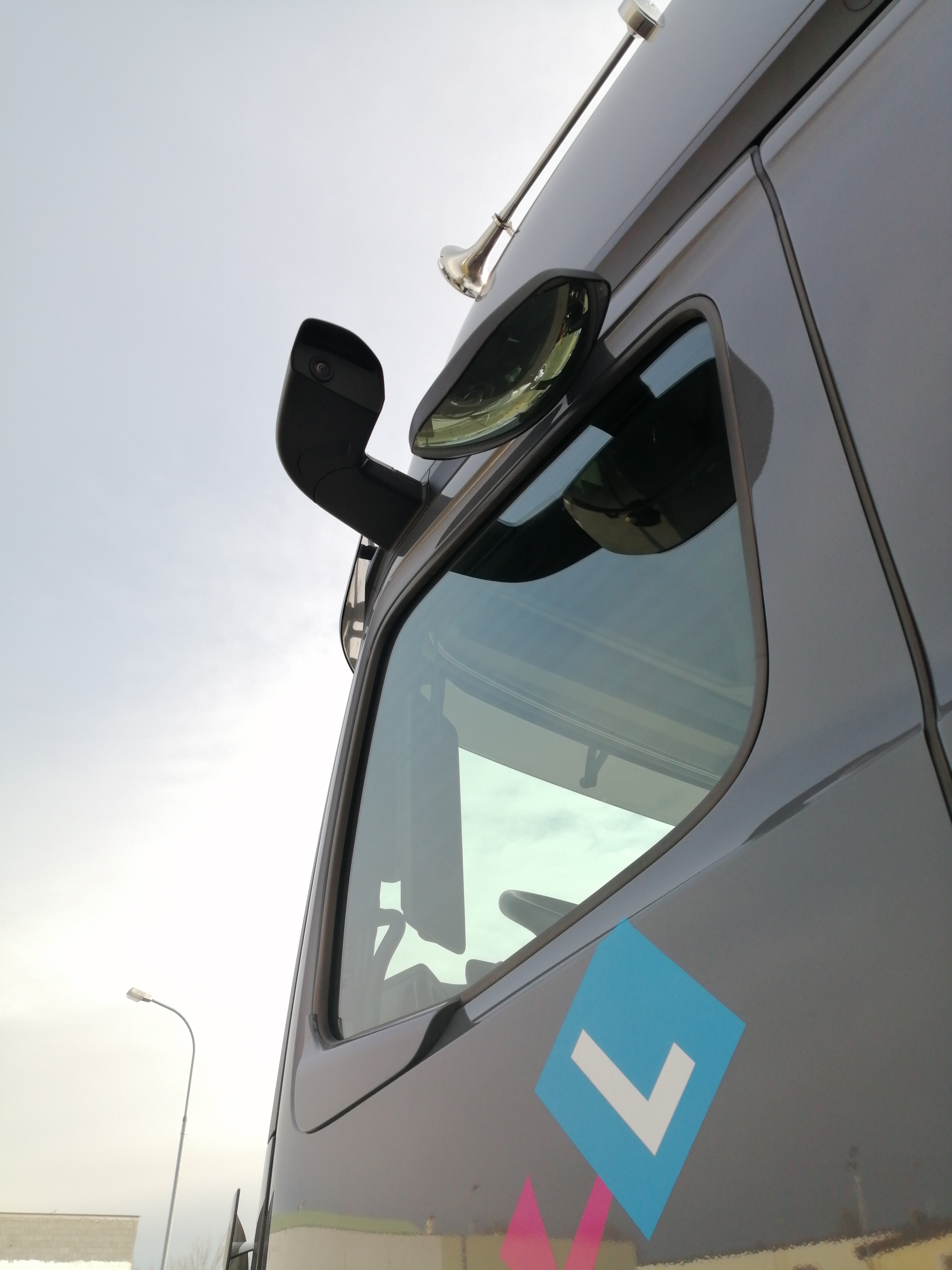
linke Kamera

### Weitere Funktionen
Ein zusätzliches Sicherheitsplus sind Spurwechselassistenten. Sie unterstützen den Fahrer beim Wechseln der Fahrspur beispielsweise ab einer Geschwindigkeit von 60 km/h. Dabei wird der Bereich seitlich neben dem fahrenden Fahrzeug überwacht und der Fahrer über ein optisches Signal im Außenspiegel informiert, wenn das System ein anderes Fahrzeug auf der Nebenspur erkannt hat.

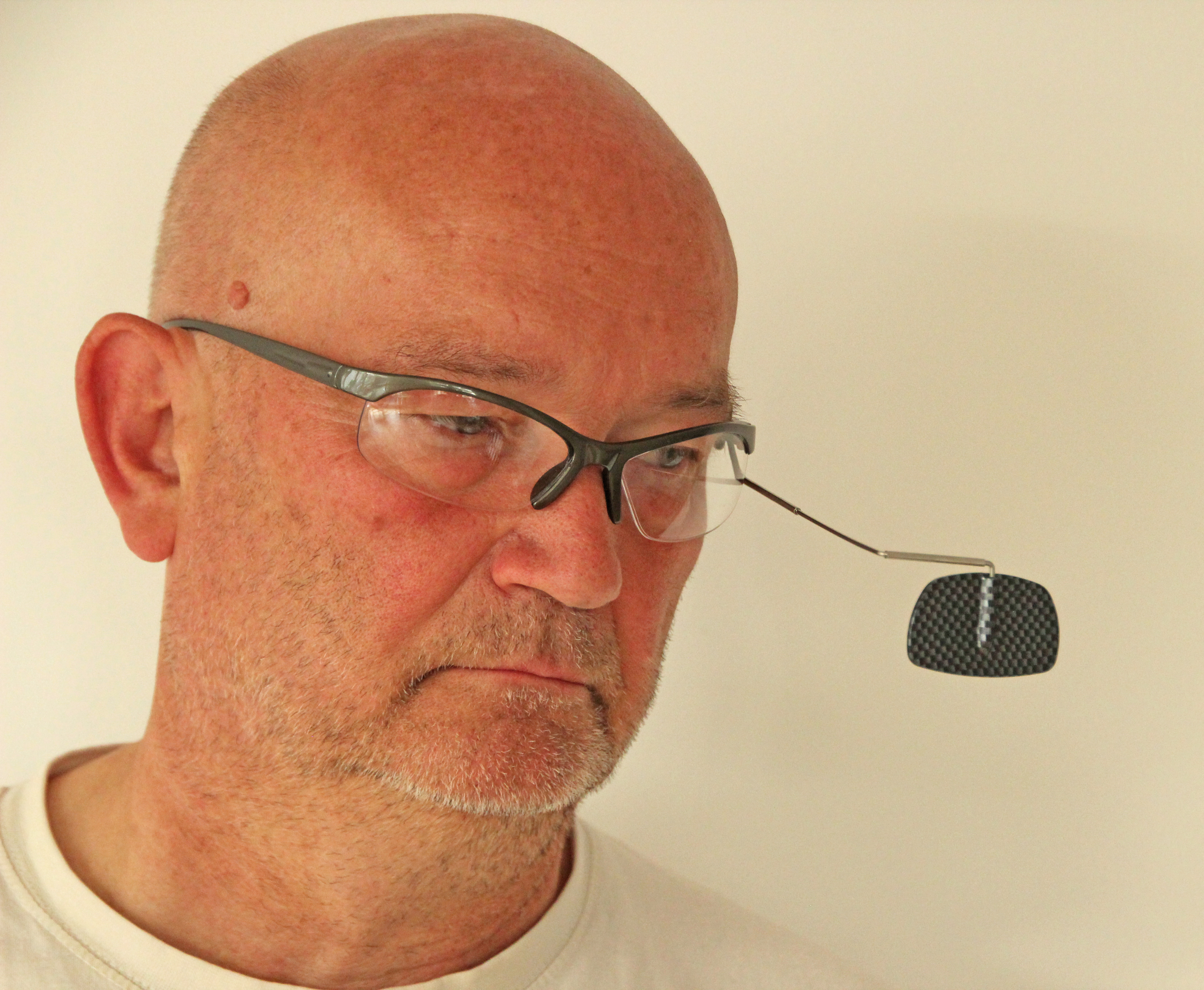
Eher selten zu sehen: Brillenrückspiegel für Radfahrer, Skater und Ruderer

Eine Sonderbauart für Rückspiegel findet man bei verschiedenen Sportwagen, zum Beispiel beim Isdera Imperator 108i: Dabei blickt der Fahrer über ein im Dach angebrachtes periskopähnliches Spiegelsystem nach hinten. Dieses Fahrzeug hat keine Seitenspiegel.